# Laghdira
Laghdira  (in arabo لغديرة‎?) è un centro abitato e comune rurale del Marocco situato nella provincia di El Jadida, regione di Casablanca-Settat. Conta una popolazione di 19 973 abitanti (censimento 2014).